# Parallellogram

Een parallellogram

In de meetkunde is een parallellogram een vierhoek die uit twee paren van evenwijdige zijden bestaat. De driedimensionale evenknie van een parallellogram is een parallellepipedum.

## Speciale gevallen
- Een rechthoek is een parallellogram met vier rechte hoeken
- Een vierkant is een parallellogram met rechte hoeken en alle vier zijden van dezelfde lengte.
- Een ruit is een parallellogram met alle vier zijden van dezelfde lengte.

## Eigenschappen
- De oppervlakte, {\displaystyle Opp}, van een parallellogram is {\displaystyle Opp=B\cdot H}, waar {\displaystyle B} de basis en {\displaystyle H} de hoogte is van het parallellogram.
- De oppervlakte van een parallellogram is twee keer de oppervlakte van een van de twee congruente driehoeken die worden gevormd door elk van de twee diagonalen.
- De oppervlakte van een parallellogram is de grootte van het kruisproduct van de vectoren liggende op twee aanliggende zijden.
- De twee diagonalen van een parallellogram delen elkaar in twee gelijke delen.
- Het snijpunt van de diagonalen is een centrum van symmetrie.
- Tegenover elkaar liggende zijden zijn even lang.
- Tegenover elkaar liggende hoeken zijn even groot.
- De som van twee aangrenzende hoeken is 180°.
- Het parallellogram is een speciaal geval van een trapezium.
- Het is mogelijk om een vlak te betegelen met een patroon van parallellogrammen.
- Een parallellogram heeft geen symmetrieassen, maar is wel puntsymmetrisch.

## Afleiding van de formule voor de oppervlakte van een parallellogram

Oppervlakte van een parallellogram in het blauw

Omdat de gele driehoek in de afbeelding rechts congruent is met de driehoek rechts in het parallellogram, is de oppervlakte van het parallellogram gelijk aan de oppervlakte B×H van de rechthoek met basis B en hoogte H.

## Formules voor de diagonalen
Volgens de cosinusregel worden de lengtes van de diagonalen gegeven door:
{\displaystyle d_{1}={\sqrt {a^{2}+b^{2}-2ab\cos \alpha }}}
{\displaystyle d_{2}={\sqrt {a^{2}+b^{2}+2ab\cos \alpha }}}
De lengte van de langste diagonaal is ook gelijk aan:
{\displaystyle d_{2}={\sqrt {(a+h\cdot \cot \alpha )^{2}+h^{2}}}\,}
De lengte van de kortste diagonaal is ook gelijk aan:
{\displaystyle d_{1}={\sqrt {(a-h\cdot \cot \alpha )^{2}+h^{2}}}\,}.

Ook geldt:
{\displaystyle a^{2}+b^{2}={\frac {{d_{1}}^{2}+{d_{2}}^{2}}{2}}}.